# Bankekind
Bankekind is een plaats in de gemeente Linköping in het landschap Östergötland en de provincie Östergötlands län in Zweden. De plaats heeft 390 inwoners (2005) en een oppervlakte van 28 hectare.

## Verkeer en vervoer
Bij de plaats loopt de Riksväg 35.